# サンデー・モーニング・コール
「サンデー・モーニング・コール」(原題：Sunday Morning Call)は、イギリスのロックバンド、オアシスの2000年7月3日に発表された楽曲、および同曲を収録したシングル。
『スタンディング・オン・ザ・ショルダー・オブ・ジャイアンツ』からの4枚目のシングル。

## 概要
ノエル・ギャラガーの作詞作曲。
UKチャートでは最高位は4位であった。
ノエルが友人であるモデルのケイト・モスに影響を受けて書かれたと言われている。 
『サンデー・モーニング・コール』はノエルがA,B両面の曲でリードボーカルを務めた最初のオアシスのシングルである。
A面のリードボーカルをノエルが務めるのは『ドント・ルック・バック・イン・アンガー』以降二枚目。
『タイム・フライズ…1994-2009』のDVDのコメンタリーでノエル自身は、この曲がとても嫌いであると語っている。対してリアムは、気に入っている曲の一つと語っている。
『サンデー・モーニング・コール』は、『タイム・フライズ…1994-2009』にも隠しトラックとして収録されている。

## 評価
他のオアシスの楽曲と同様に盛り上がりのある曲である。
全体的に評価の低かったアルバムの他の曲と違い、評価が分かれている曲である。NMEは、とても退屈と評する一方で、Allmusicは、いつものバンドの勢いのある曲調と違い、大人びて内省的、ゆっくりとしていてメロウであると評価している。

## ミュージックビデオ
ミュージックビデオはジャック・ニコルソン出演の映画『カッコーの巣の上で』の影響を受けている。
カナダのバンクーバーの精神病棟で撮影された。出演している男性はスコットランド人である。

## 収録曲
7インチアナログ (RKID 004)
1. サンデー・モーニング・コール-Sunday Morning Call – 5:14
2. キャリー・アス・オール-Carry Us All – 4:00

12インチアナログ (RKID 004T) and CD (RKIDSCD 004)
1. サンデー・モーニング・コール-Sunday Morning Call – 5:14
2. キャリー・アス・オール-Carry Us All– 4:00
3. フル・オン-Full On – 4:16

## チャート
| チャート (2000年)                        | 最高位 |
| ---------------------------------------- | ------ |
| ヨーロッパ (Eurochart Hot 100)           | 17     |
| アイルランド (IRMA)                      | 20     |
| イタリア (FIMI)                          | 5      |
| スコットランド (Official Charts Company) | 3      |
| UK シングルス (OCC)                      | 4      |
| UK インディ (OCC)                        | 1      |